# Криница (Тернопольская область)
Криница (укр. Криниця) — село в Монастырисской городской общине Чортковского района Тернопольской области Украины.
Население по переписи 2001 года составляло 631 человек. Почтовый индекс — 48305. Телефонный код — 3555.

## История
В 1976 г. указом Президиума ВС УССР село Коростятин переименовано в Криницу.
До 2020 года входило в Монастырисский район.